# ReArm Europe
ReArm Europe, Перевооружить Европу — программа наращивания военного потенциала ЕС. Обнародована 4 марта 2025 г. председателем Европейской комиссии Урсулой фон дер Ляйен. Одобрена 6 марта 2025 г. на саммите Европейского Союза в Брюсселе.
Программа состоит из пяти пунктов:
1. Увеличение военных расходов стран ЕС на 1,5% ВВП, что даст 650 млрд. евро на наращивание производства военной техники.
2. 150 млрд. евро Еврокомиссия планирует взять в кредит. Эти средства будут израсходованы на выпуск военной техники для Украины и средств ПВО, ПРО и т.д. для ЕС.
3. Планируется использование средств из программы помощи слаборазвитым регионам ЕС.
4. С целью привлечения кредитов на военные нужды, максимальный допустимый размер дефицита государственного бюджета и государственного долга для стран ЕС будет повышен.
5. Будет разработана система мер для привлечения частного капитала на потребности перевооружения Европы.